# 白坂道子
白坂 道子（しらさか みちこ、1935年10月28日 - ）は、日本の女優、声優、ナレーター。北海道札幌市出身（岩見沢市、または小樽市出身とする文献もある）。81プロデュース所属。

## 経歴
北海道札幌南高等学校卒業後、NHK札幌放送劇団に入る。1957年のラジオドラマ『赤い石』で、同年度の芸術祭文部大臣演技奨励賞を受賞。そのことがきっかけで、東京放送劇団に移る。その後プロダクションエム・スリーに所属した。この間俳優座養成所第13期生として入所し、3年間演技の基礎を学んでいた。
近年は朗読を中心に活動を続けている。

## 人物
特技は東北弁。趣味はシャンソン。
札幌市立豊水小学校（現：札幌市立資生館小学校）時代の5年生の時に、卒業式で在校生総代として祝辞を読む時の皆から募集した祝辞の作文をはっきりと大きい声で、皆の前で聞こえるように読む課題で、子供たちにコンクールをしていた。その時に書いて、読むコンクールの時に選ばれており、人前で声を出すことが初めての経験だったという。札幌市立中島中学校時代の1年生の時に、近くにNHKがあり、担任の教師に「ちょっとNHKに行ってごらん」と言われて、男子の友人と2人が行っていたところアナウンサーが現役を引退して、子供を集めて、声を出して読むという一つの試みをしていた。芥川龍之介の作品を念入りを出してたくさん声に出して読んでおり、10人くらい子供を集めて芥川の『杜子春』、『トロツコ』、『白』、『蜜柑』といったかっちり書かれていた文章に対して声を出して読むことを1年近くグループでしていた。1990年時点では、それが、何か役者の道に繋がっているような気がしているという。高校時代は放送部に所属していた。

## 出演

### テレビアニメ
- おばけのホーリー（1991年、おばあさん）

### アニメ映画
- 西遊記（小竜）
- ジャータカものがたり きんいろのしか

### ラジオドラマ
- パイロットファーム
- 赤い石
- 日本の天 戦艦大和の悲劇
- 北限の海女
- ガンバハル氏の実験
- 白馬の王子ミオ
- 沖縄の星
- 夜の鳥
- 白い道

### 人形劇
- 銀河少年隊（ロップ（第二部以降））
- 大きくなる子（ノンタ、ケンの母）
- おかあさんといっしょ 「きみだあれ」
- あつまれ!じゃんけんぽん（ノンタ）
- のびのびノンちゃん（タヌ君の母）
- こどもにんぎょう劇場
  - 「パンをふんだ娘」（インゲルの母）
  - 「バラモンとトラとジャッカル」
  - 「最後の一葉」

### ナレーション
- NHK連続テレビ小説
  - うず潮
  - 虹
- からだであそぼ
- くらしの歴史
- 挽歌
- NHKスペシャル
- 教育テレビスペシャル　人間は何をつくってきたか 交通博物館の世界
- 転落の詩集
- むかし男ありけり (1984年、RKB毎日放送) - 檀一雄の足跡を辿る 本作は同年芸術祭 (文化庁) テレビドキュメンタリーの部 優秀賞受賞
- 菜の花畑にジンタがきこえた 中山晋平生誕100年
- ETV特集
- NNNドキュメント
- 小倉遊亀・百二才の画室
- スタジオパークからこんにちは
- 京の歳時記

### ラジオ
- 漢詩をよむ
- 古典講読
- 朗読の時間
- 私の本棚
- ことばの教室

### 舞台
- 人間の最後の誇り
- テリエ館
- 女中アンナ
- 恐るべき親たち
- ペテルブルグの夢 - 「罪と罰」より

### 吹き替え

#### 映画
- 偽装の女（フィービー・スロッセル〈キャサリン・ヘプバーン〉）
- 怒りの河（ローラ〈ジュリー・アダムス〉）
- ジェニーの肖像（ジェニー・アップルトン〈ジェニファー・ジョーンズ〉）
- 令嬢画伯（ダイナ・シェルトン〈シャーリー・テンプル〉）
- オーシャンと十一人の仲間（ビートリス・オーシャン〈アンジー・ディキンソン〉）

#### テレビドラマ
- 刑事コロンボ 権力の墓穴（マーガレット・ハルプリン〈ローズマリー・マーフィー〉）

#### アニメ
- バッキーとペピート（バッキー）

## CD
- 朗読名作シリーズ 伝えたい美しい日本のことば
- 名訳で味わう世界の名詩
- 近代文学の世界
- 古典文学の世界
- 漢文入門（石川忠久監修・解説）
  - 格言と故事
  - 中国の思想
  - 中国の史話
  - 漢詩の鑑賞
  - 漢文の読み方
- 源氏物語
- 藤沢周平シリーズ